# Nomenclátor y guía de San Sebastián
Nomenclátor y guía de San Sebastián es una obra de Cipriano Vecino, publicada por primera vez en 1891.

## Descripción
| «Si la historia es la narración de los sucesos tenidos por verídicos, para deducir de ellos el desarrollo y progreso de los pueblos y la actividad del hombre, claro es que nos tenemos que ver precisados á estudiar el pasado para conocer las cosas que disfrutamos en el presente» —En el primer párrafo de la «Reseña histórica de San Sebastián» |

La obra, que no alcanza las doscientas páginas, salió en 1891 de la imprenta de El Guipuzcoano y versa sobre San Sebastián, ciudad costera y capital de Guipúzcoa. Tal y como se aclara en las primeras páginas, contiene «una reseña histórica de la Ciudad; la biografía de los varones más ilustres de la Provincia; descripción de la población y sus monumentos; nombre de las calles, plazas y paseos; estadística de todas las profesiones; itinerarios de diligencias, tranvías, ferrocarriles, otros datos útiles al viajero y comercio y una sección de anuncios». La guía, que incluye también un plano de la ciudad, se vendía por apenas una peseta. «Tengo el honor de ponerle bajo la égida de esa Excma. Corporación, como prueba de mi más vehemente respeto á ella y como prueba también del acendrado amor que profeso á la culta y hospitalaria Ciudad de San Sebastián», apunta el autor en la dedicatoria.